# Koçtepe, Güçlükonak
Koçtepe là một xã thuộc huyện Güçlükonak, tỉnh Şırnak, Thổ Nhĩ Kỳ. Dân số thời điểm năm 2011 là 847 người.